# Laroque-des-Albères
Laroque-des-Albères en francés y oficialmente, La Roca d'Albera en catalán, es una localidad y comuna francesa, situada en el departamento de Pirineos Orientales, región de Languedoc-Rosellón y comarca histórica del Rosellón. 
Sus habitantes reciben el gentilicio de Rocatí(na).

## Geografía

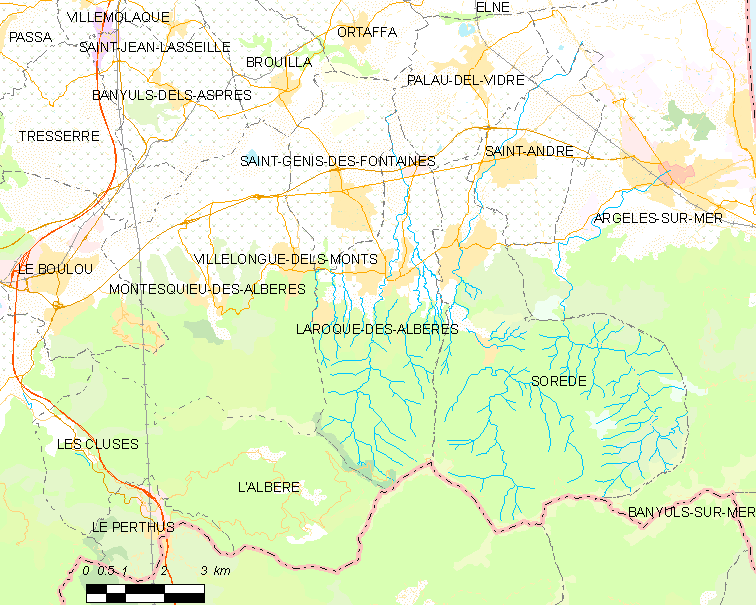
Situación de Laroque-des-Albères

## Demografía
| 809 | 831 | 984 | 1126 | 1508 | 1909 |
| Para los censos de 1962 a 1999 la población legal corresponde a la población sin duplicidades (Fuente: INSEE [Consultar]) |     |     |      |      |      |

## Lugares de interés
- Vestigios del antiguo castillo condal.
- La iglesia Saint Félix y St Blaise del siglo XIII, con su retablo barroco, uno de los mejores ejemplos del arte barroco catalán.
- La Capilla Notre-Dame de Tanya del siglo XIII
- la Capilla románica de Roca-Vella.

## Personalidades relacionadas
- Chimène Badi, cantante